# Dele Alli
Bamidele Jermaine Alli (n. 11 aprilie 1996, Milton Keynes, Anglia, Regatul Unit) este un fotbalist britanic, care joacă pe post de mijlocaș la Como în Serie A. Pe plan internațional, are prezențe la națională pentru Anglia U17⁠(d), Anglia U18⁠(d), Anglia U19⁠(d), Anglia U-21⁠(d) și Anglia.